# Лакуна Атакама
Лакуна Атакама (лат. Atacama Lacuna) — лакуна, находящаяся на поверхности самого крупного спутника Сатурна — Титана. Центр имеет координаты 68°12′ с. ш. 132°24′ в. д. / 68,2° с. ш. 132,4° в. д.. Лакуна (лат. lacuna) — похожее на озеро формация, слабо поглощающая радиоволны, что говорит об её малой глубине либо полном отсутствии жидкости.
Размер лагуны составляет примерно 36 км. Находится в северной полярной области Титана, рядом с его морями (Кракена, Лигеи и Пунги). Обнаружена на снимках космического аппарата «Кассини-Гюйгенс». Названа в честь солончаков земной пустыни Атакама, расположенной на территории Чили. Название было утверждено Международным астрономическим союзом в 2010 году.

Радиоизображение лакуны Атакама (в центре), основанное на данных космического аппарата «Кассини-Гюйгенс» (псевдоцвета)